# 歐島 (緬因州)
歐島（英語：Isle au Haut）是一個位於美國緬因州諾克斯縣的市鎮。

## 人口
根據2020年美國人口普查的數據，歐島的面積為293.19平方千米，當中陸地面積為32.43平方千米，而水域面積為260.76平方千米。當地共有人口92人，而人口密度為每平方千米0人。